# Pyralosis ocellalis
Pyralosis ocellalis is een vlinder uit de familie snuitmotten (Pyralidae). De wetenschappelijke naam van deze soort is voor het eerst geldig gepubliceerd in 1863 door Lederer.
De soort komt voor in tropisch Afrika.